# Bergues-sur-Sambre
Bergues-sur-Sambre ist eine französische Gemeinde mit 206 Einwohnern (Stand: 1. Januar 2022) im Département Aisne in der Region Hauts-de-France. Sie gehört zum Arrondissement Vervins, zum Kanton Guise und zum Kommunalverband Thiérache du Centre.

## Geografie
Die Gemeinde Bergues-sur-Sambre liegt am Oberlauf der Neuen Sambre im Nordwesten der Landschaft Thiérache  an der Grenze zum Département Nord. Umgeben wird Bergues-sur-Sambre von den Nachbargemeinden Fesmy-le-Sart im Nordwesten und Norden, Barzy-en-Thiérache im Osten, Boué im Süden sowie Oisy im Südwesten.

## Bevölkerungsentwicklung
| Jahr                       | 1962 | 1968 | 1975 | 1982 | 1990 | 1999 | 2010 | 2021 |
| Einwohner                  | 282  | 269  | 264  | 239  | 211  | 195  | 220  | 208  |
| Quellen: Cassini und INSEE |      |      |      |      |      |      |      |      |

## Sehenswürdigkeiten

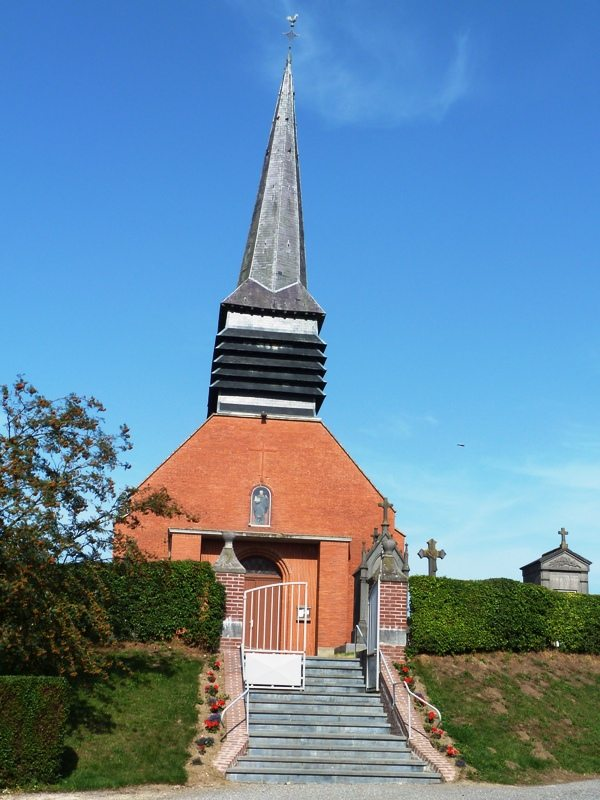
Kirche Saint-Vinocq

- Kirche Saint-Vinocq